# سرجس خادع
سرجاس خادع (الاسم العلمي: Sargassum fallax) هو نوع من الطلائعيات يتبع جنس السرجاس من فصيلة السرجاسية.